# Hudiksvall
Hudiksvall (em sueco: Hudiksvall;  ouça a pronúncia), Hudicsvália, Hudicsovaldo ou Hundinsvália (em latim: Hudicsovaldum, Hudiksvallia, Hudikswallia, Hundinsvalla) é uma cidade sueca da  província da Hälsingland, na região histórica da Norrland, no norte do país.

Está situada numa baía do litoral do mar Báltico, a 80 km a sul de Sundsvall e a 130 km a norte de Gävle .

Dispõe de porto por onde são exportados artigos de madeira e pasta de papel, e importado petróleo.

Tem 13 quilômetros quadrados. Segundo censo de 2021, havia 16 559 habitantes.

É a sede da comuna de Hudiksvall, pertencente ao condado de Gävleborg.

Está localizada na proximidade da estrada europeia E4.

## Etimologia
O topônimo Hudiksvall deriva das palavras Hudik (nome de um povoado local) e vall (encosta coberta de erva), significando ”povoação ou fazenda no terreno coberto de erva”. O lugar está mencionado como Hoffvidvickzvaldh, em 1560.
Em textos em português costuma ser usada a forma original Hudiksvall. 

## História
Hudiksvall foi fundada em 1582, sendo assim a segunda cidade mais antiga do Norte da Suécia, a seguir a Gävle.

Era inicialmente um povoado piscatório, com porto de pesca e mercado, mas adquiriu um novo carácter com a industrialização da região e a exportação de tábuas e de ferro. 

A cidade foi totalmente incendiada e destruída pelos russos em 1721. A sua reconstrução conduziu à Hudiksvall dos nossos dias, desenvolvida através do comércio de produtos de madeira, exportado pelo seu porto.

## Galeria

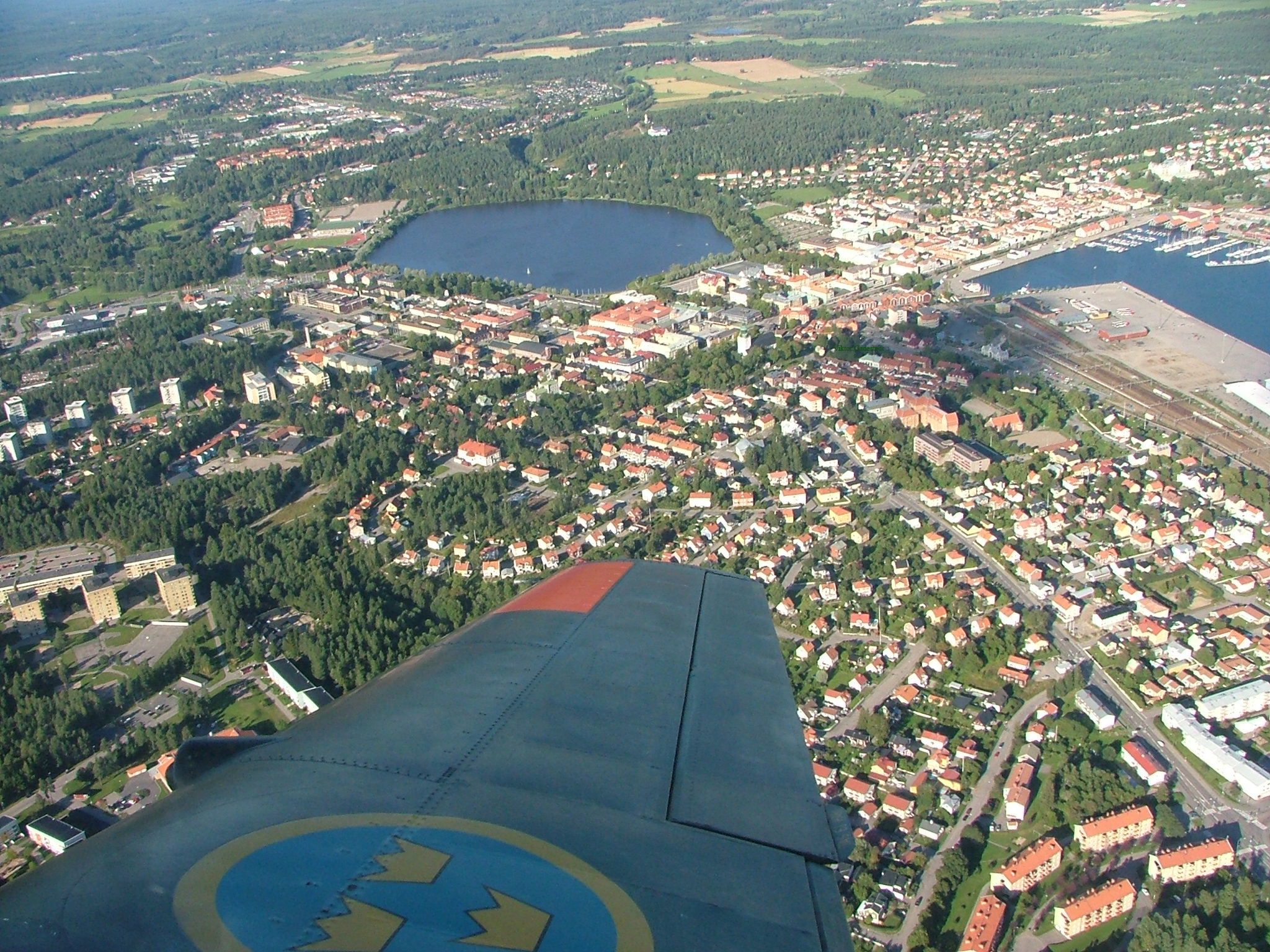
Vista aérea da cidade
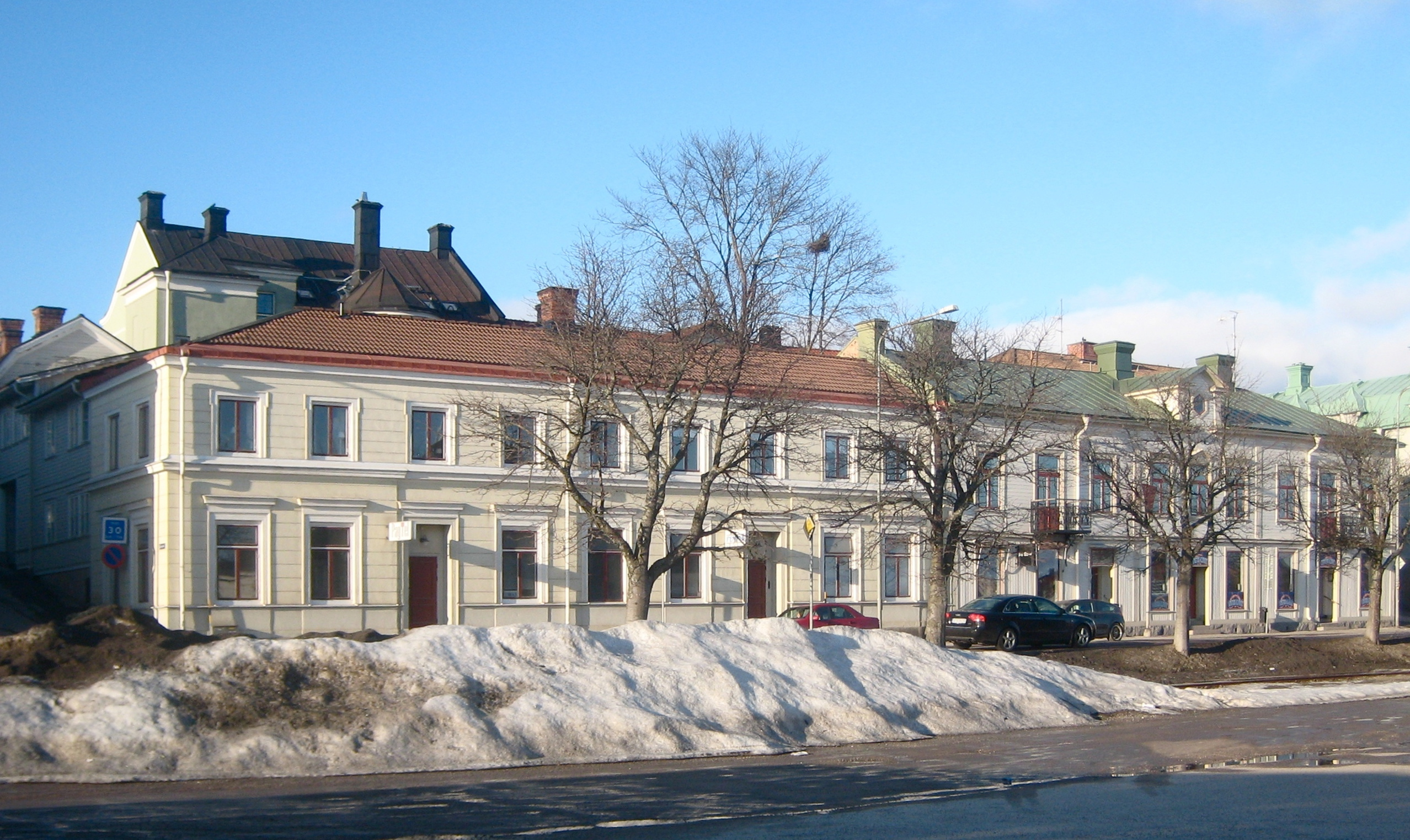
Casas de madeira antigas
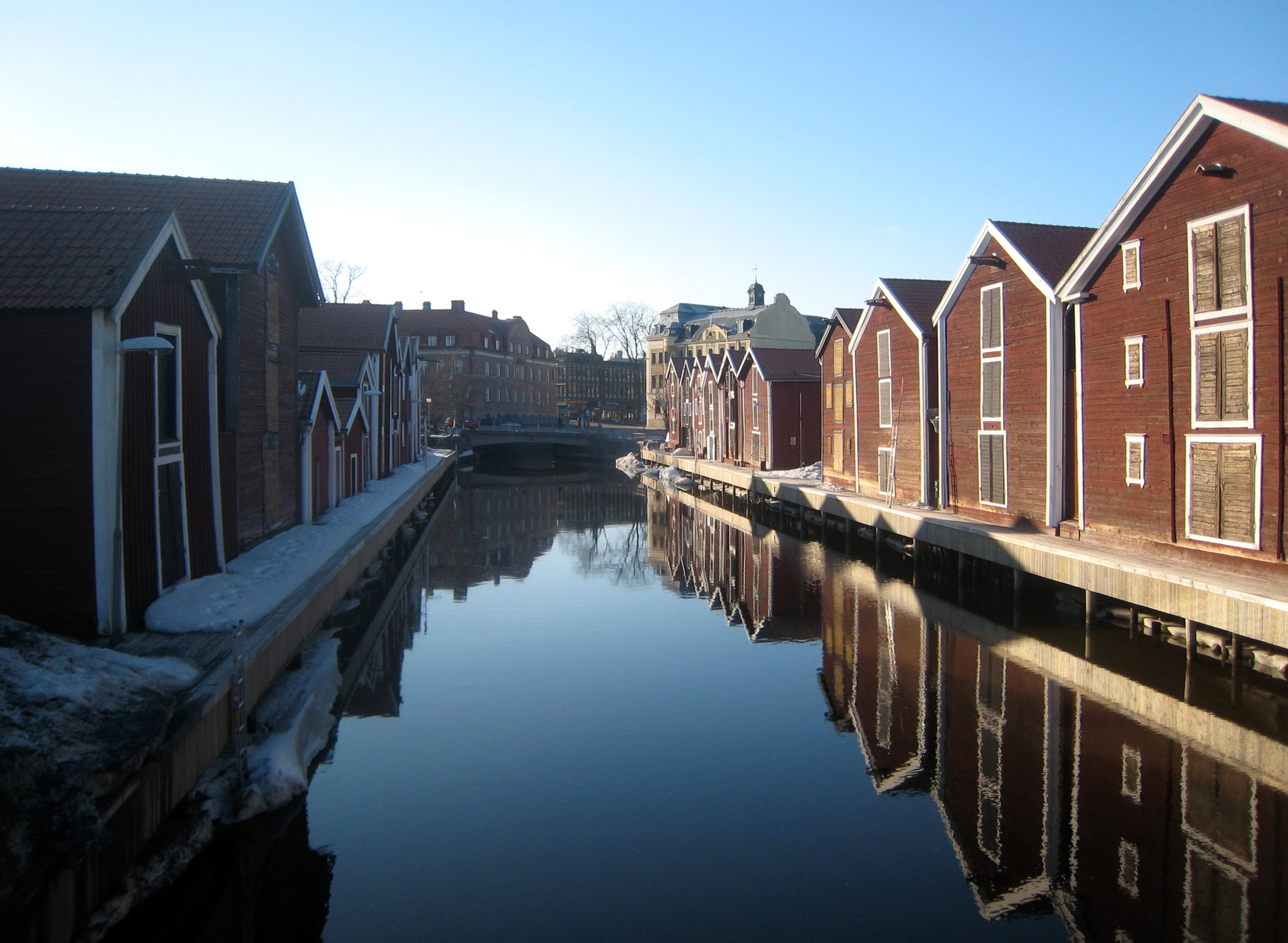
Antigas cabanas dos pescadores
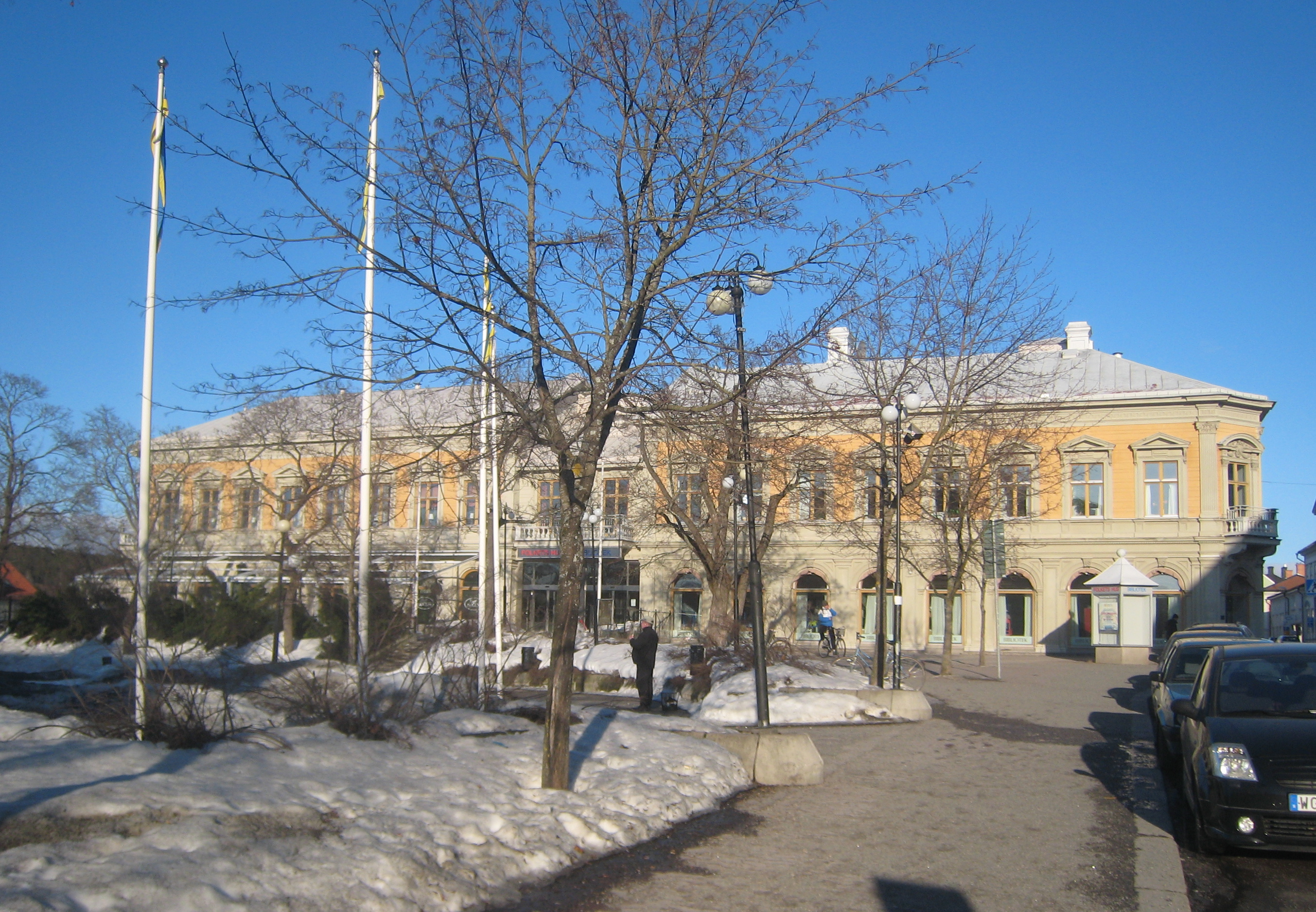
Biblioteca e Casa do Povo (Folkets hus)
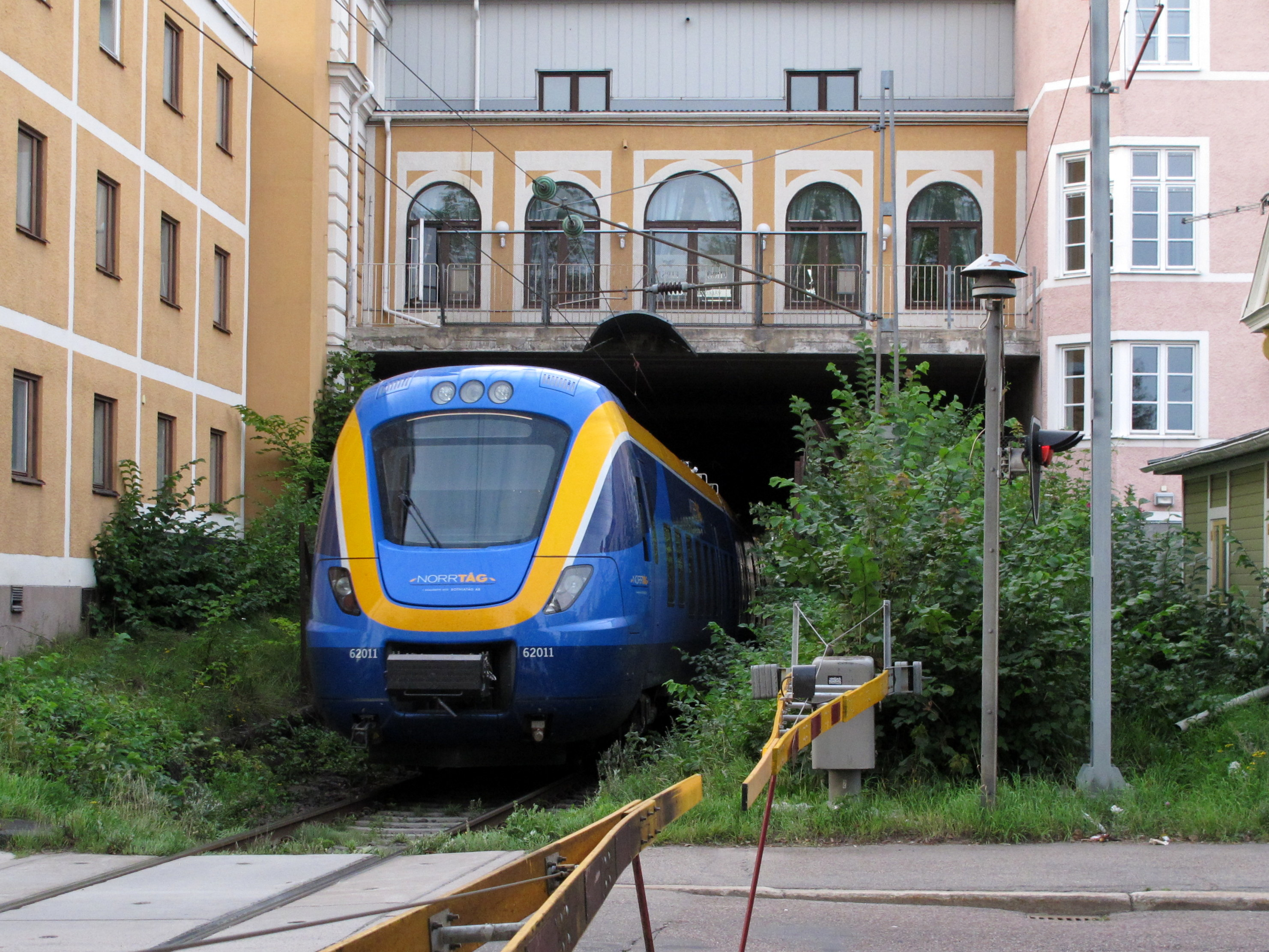
Hotel da Cidade (Stadshotellet) sobre túnel de comboio (br: trem)
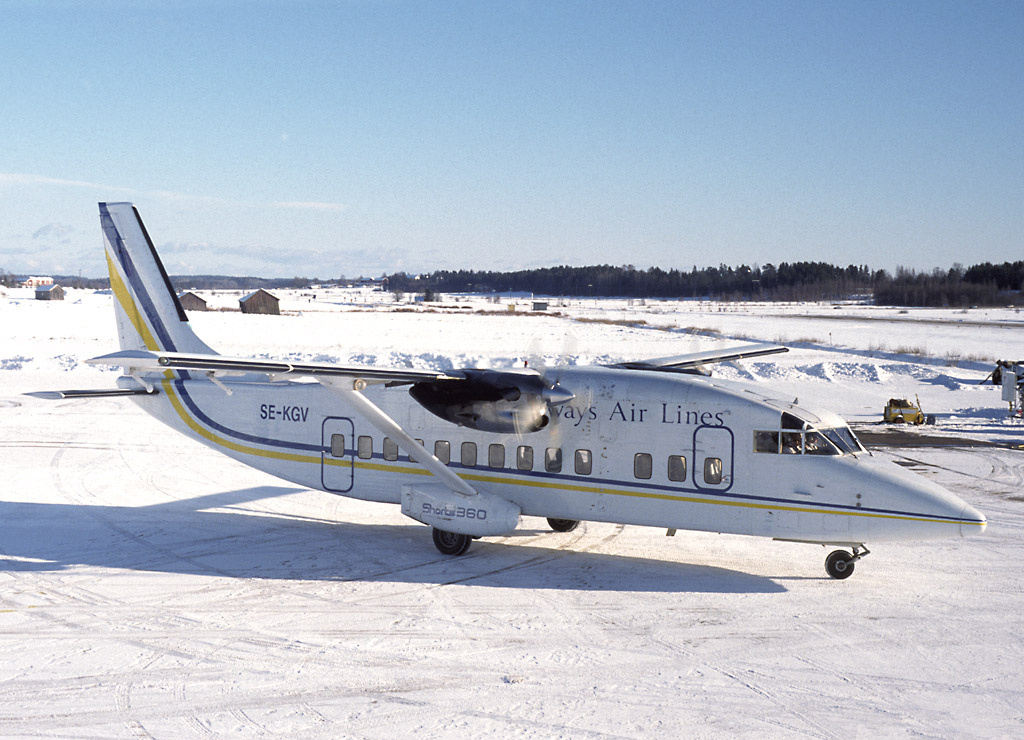
Aeroporto de Hudiksvall